# Senné (okres Veľký Krtíš)
Senné je obec v okrese Veľký Krtíš v Banskobystrickém kraji na Slovensku. Leží ve východní části Krupinské planiny přibližně 19 km severovýchodně od okresního města. Žije zde 190 obyvatel.
První písemná zmínka o obci pochází z roku 1249. V obci je jednolodní barokní evangelický kostel s představěnou věží.

## Osada Príboj
Osada obce Senné, dříve samostatná obec. Leží na rozhraní Krupinské planiny a Ostrôžků, v údolí řeky Tisovník, na jejím levém břehu, v nadmořské výšce 260 m n. m. Nachází se u cesty II/591, na půli cesty mezi obcemi Šuľa (2,5 km severně) a Senné (2,5 km jižně). Z osady vede cesta do osady Imrov Kopec.